# Richard Pribram

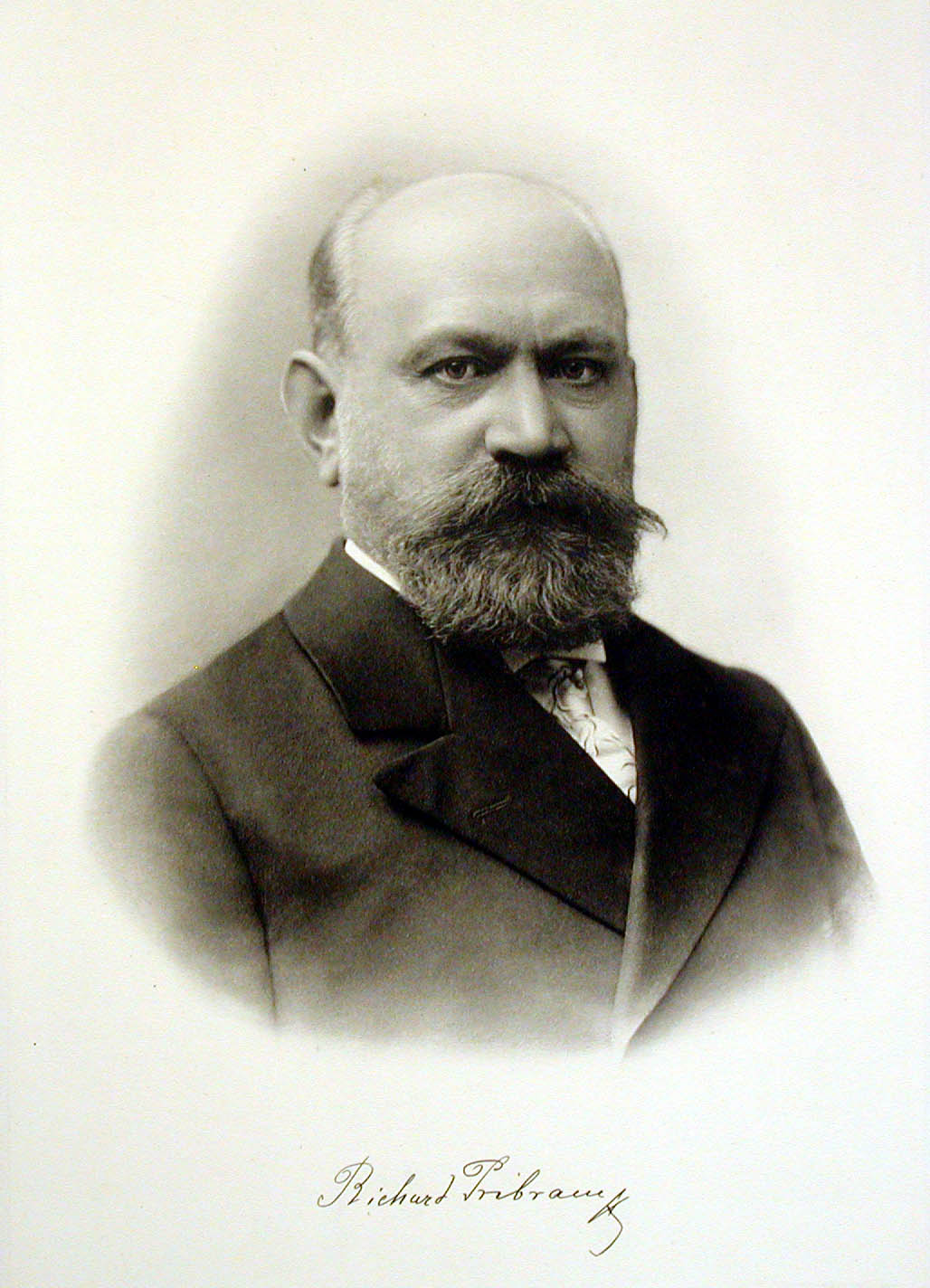
Richard Pribram

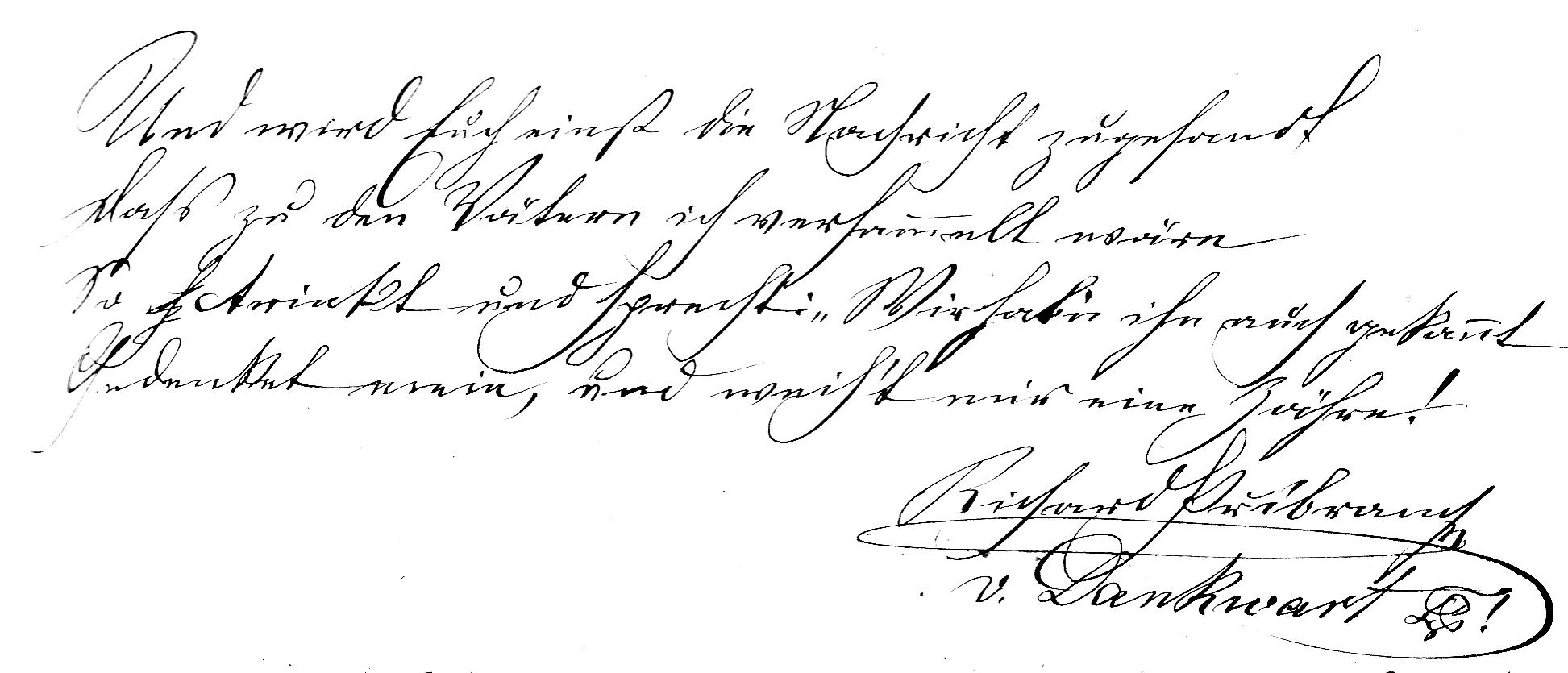
Gästebucheintrag von Pribram am 23. Februar 1864

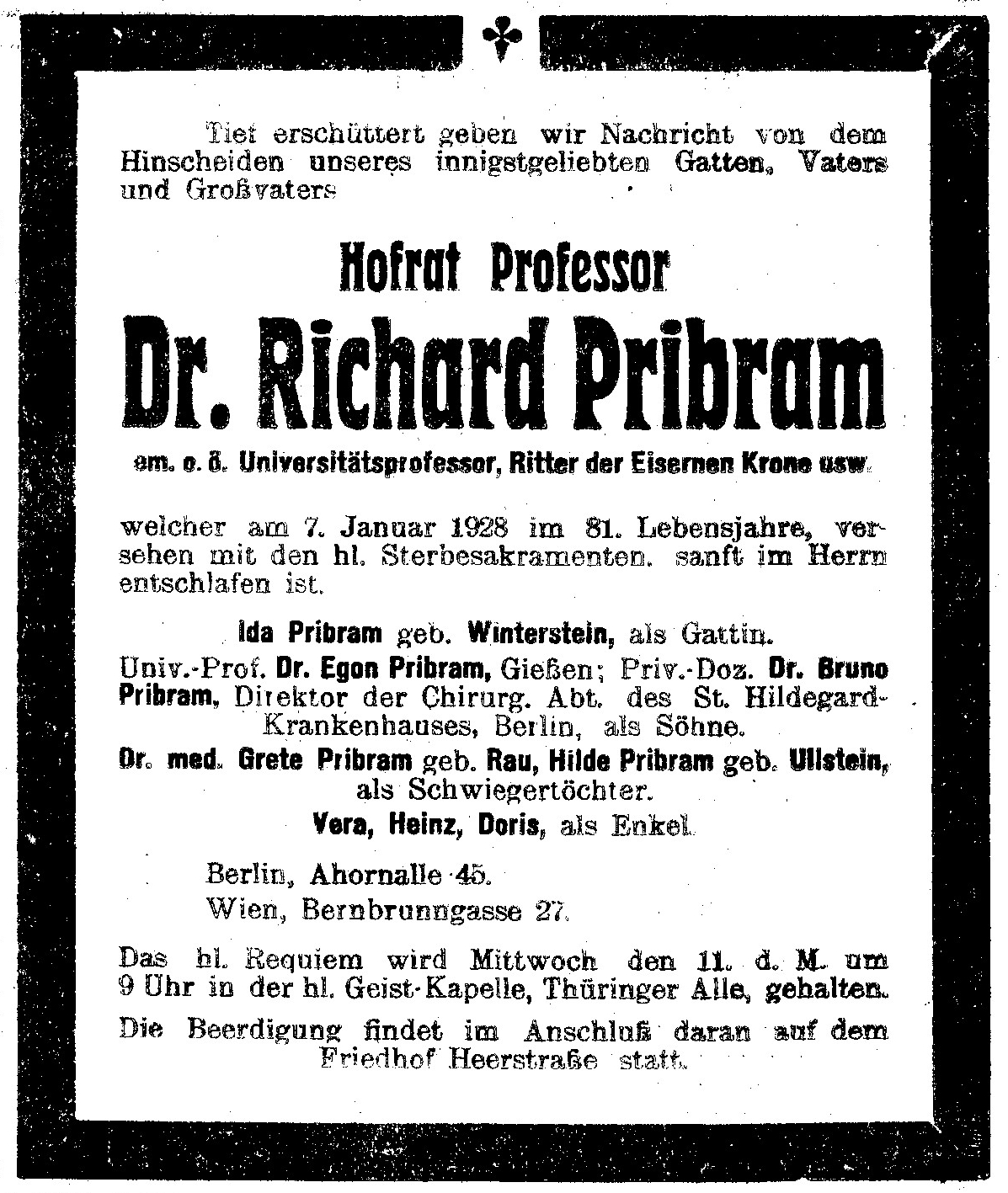
Todesanzeige der Familie für Richard Pribram

Richard Pribram (auch Přibram; * 21. April 1847 in Prag; † 7. Januar 1928 in Berlin) war ein österreichischer Chemiker. Er ist Mitglied der jüdischen Medizinerfamilie Pribram.

## Leben
Přibram studierte an der Karls-Universität Prag und der Ludwig-Maximilians-Universität München, wo er 1869 zum Dr. phil. promovierte. Nach einem kurzen Aufenthalt in Leipzig wurde er 1869 Assistent am zoologischen Institut der Universität Prag und 1870 Assistent am Lehrstuhl für organische Chemie am physiologischen Institut der Universität Leipzig. 1872 folgte die Habilitation für Chemie in Prag und bis 1874 dort eine Tätigkeit als Privatdozent. 1874 ging er als Professor für Chemie an die damals neu gegründete Gewerbeschule in Czernowitz und wechselte dort 1875 als Privatdozent an die Universität. 1876 erhielt er eine Stelle als außerordentlicher Professor und dann schließlich 1879 einen Lehrstuhl als Professor für Allgemeine und analytische Chemie in Czernowitz. 1883/84 war er Dekan seiner Fakultät, 1891/92 war er Rektor der Universität. 1905 Ernennung zum Hofrat. Nach Versetzung in den Ruhestand 1906 ging er als Privatdozent nach Wien. Sein Sohn war der Chirurg Bruno Oskar Pribram.
Richard Pribram starb am 7. Januar 1928 im Alter von 80 Jahren in Berlin. Die Beisetzung erfolgte am 11. Januar 1928 auf dem Friedhof Heerstraße im heutigen Ortsteil Berlin-Westend. Die Grabstätte ist inzwischen aufgelöst.

## Schriften
- Über Wasserstoffentwicklung in der Leber und eine Methode der Darstellung von Gärungsbuttersäure, Wien 1878
- Über den Einfluss der Gegenwart inactiver Substanzen auf die polaristrobometrische Bestimmung des Traubenzuckers, in: Sitzungsberichte der Kaiserl. Akademie der Wissenschaften, 1888, S. 375–385
- Über die durch inactive Substanzen bewirkte Änderung der Rotation der Weinsäure und über Anwendung des Polaristrobometers bei der Analyse inactiver Substanzen, in: Sitzungsberichte der Kaiserl. Akademie der Wissenschaften, 1888, S. 460–479
- Anleitung zur Prüfung und Gehaltsbestimmung der Arzneistoffe für Apotheker, Chemiker, Aerzte und Sanitätsbeamte (gemeinsam mit Wender Neumann), Wien 1893